# Canthidium angusticeps
Canthidium angusticeps är en skalbaggsart som beskrevs av Bates 1887. Canthidium angusticeps ingår i släktet Canthidium och familjen bladhorningar. Inga underarter finns listade.